# Ligne insubrienne

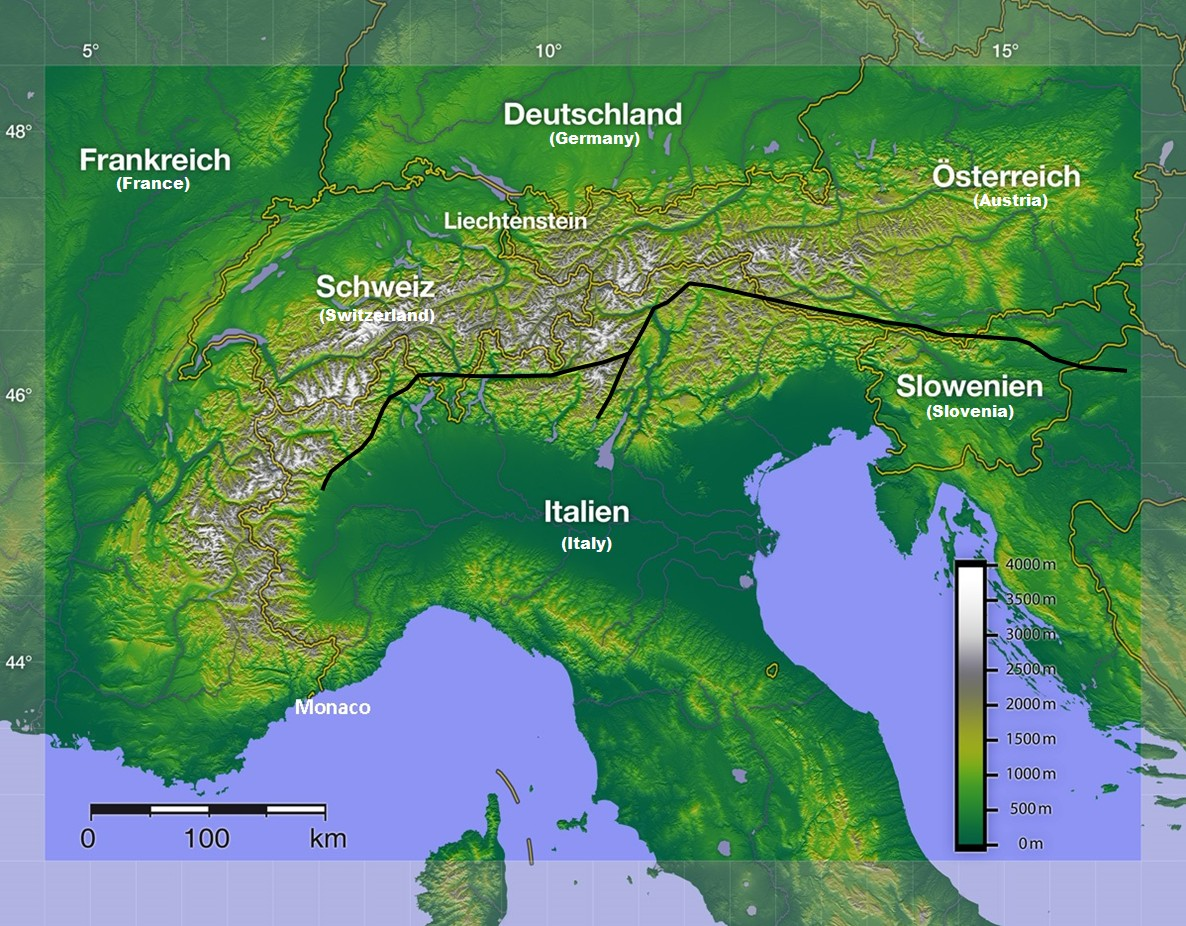
Ligne insubrienne en Italie.

La ligne insubrienne (appelée aussi ligne péri-adriatique, ligne du Canavais, ligne du Tonale, ligne de la Pusteria, ligne du Gail ou ligne des vallées Giudicarie) est un important alignement de failles crustales reliées entre elles selon une orientation générale est-ouest et en position sub-verticale. Elles séparent le domaine Sud Alpin de la ceinture axiale des Alpes constituée par un empilement de nappes de socle métamorphisées et correspondant au Pennique. D'un point de vue géographique, elle délimite la chaîne principale des Alpes du domaine des Préalpes orientales méridionales comprenant les Préalpes italiennes et le massif des Dolomites.

## Toponymie
Son nom fait référence à l'Insubrie, ancienne région habitée par les Insubres.

## Origine
Au cours du Mésozoïque, un espace océanique, la Téthys alpine, séparait la plaque européenne de la plaque africaine. Le déplacement notamment de la plaque africaine vers le nord provoqua la fermeture progressive de la Téthys alpine au travers d'une zone de subduction le long de la marge africaine. Une première zone de subduction s'est amorcée à l'interface entre le domaine Sud Alpin et le domaine Austro-Alpin pour les Alpes orientales et la nappe de Sésia Dent-Blanche pour les Alpes centrales et occidentales, toutes les deux constituées par une croûte continentale amincie et délimitées au sud notamment par la zone du Canavese. C'est cette interface très redressée qui constitue la ligne insubrienne.

En raison de la contrainte exercée par la subduction d'une croûte continentale sous une autre croûte continentale, la zone de subduction se déplace vers le nord pour se fixer à l'extrémité nord du domaine Austro-Alpin (Alpes orientales) et de la nappe de Sésia Dent-Blanche (Alpes centrales et occidentales).

## Caractéristiques

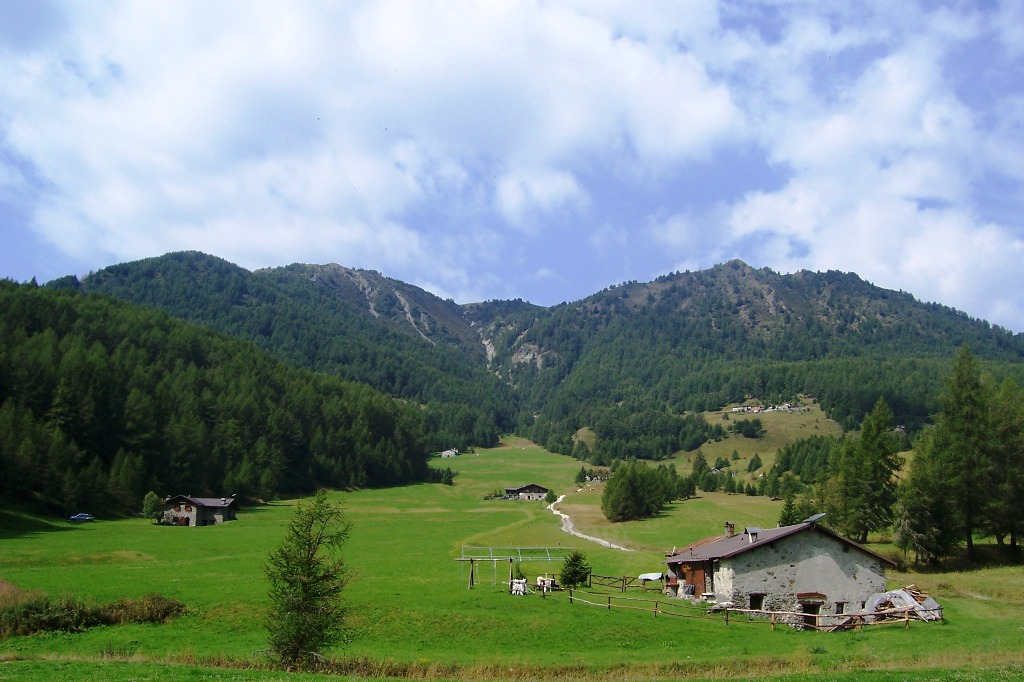
Vue du mont Padrio, limite entre val Camonica et Valteline, séparés en deux par la ligne insubrienne

Cette ligne, nettement visible sur image satellite, représente une suture à la surface terrestre provoquée par la tectonique des plaques entre la plaque eurasienne et la plaque adriatique. 
- Dans la zone alpine piémontaise, cette ligne présente des ophiolites en surface et sépare nettement deux domaines ayant chacun son propre caractère paléo-géographique d’avant collision, suivi de déformations successives et métamorphiques durant l’orogenèse alpine.
- Au sud de cette ligne, des séquences sédimentaires du permien mésozoïque se déposent sur les bords septentrionaux de la plaque africaine, actuellement déformée, par un glissement tectonique et des failles à vergence méridionale.
- Au nord de la ligne, les déformations métamorphiques concernent des sédiments permiens-mésozoïques qui ont localement atteint la fusion locale et affleurent le terrain par couches superposées.

Le long des 1 000 km environ de son parcours d’ouest en est, du Canavais aux Alpes carniques, se sont formées des vallées alpines comme la Valteline, la partie haute du val Camonica, le val di Sole, le val Pusteria, la val du Gail et la vallée de la Drave.